# Jos Verbeeck
Joseph (Jos) Verbeeck (Wolfsdonk, 6 februari 1957) is een Belgisch jockey.

## Levensloop
Verbeeck begon op vijfjarige leeftijd met paardrijden. Zijn eerste wedstrijd - waarin hij tweede werd - reed hij op paardenrenbaan Heidepark te Langdorp. Later ging hij op internaat te Tienen.
Zijn talent werd reeds op jonge leeftijd opgemerkt en omstreeks zijn veertiende reed hij al grote koersen, waar onder te Waregem, Tongeren, Oostende, Kuurne en Sterrebeek. In totaal won hij om en bij de 8000 wedstrijden, waarvan circa 3300 in Frankrijk. Verbeeck won onder meer viermaal de Prix d'Amérique (1994, 1997, 1998 en 2003) in de hippodroom van Vincennes nabij Parijs en tweemaal de Grote Prijs van Wallonië.
Op 12 november 2015 werd zijn licentie voor de paardenrennen op Franse bodem ingetrokken op verzoek van de Franse fiscus, die hem verdacht van fiscale fraude. Het duurde tot maart 2020 alvorens Verbeeck opnieuw in Frankrijk mocht rijden. In februari 2021 won hij – 29 jaar na zijn overwinning met het paard Sea Cove – wederom de Grote Winterprijs te Kuurne.